# Russell-Nunatak
Der Russell-Nunatak ist ein solitärer, 700 m hoher und abgerundeter Nunatak im ostantarktischen Mac-Robertson-Land. Er ragt 16 km östlich der Masson Range und 11 km südöstlich des Mount Henderson auf.
Erstmals gesichtet wurde er im Dezember 1954 von einer Mannschaft im Rahmen der Australian National Antarctic Research Expeditions unter der Leitung von Robert George Dovers (1921–1981). Das Antarctic Names Committee of Australia benannte ihn 1955 John Russell, Ingenieur auf der Mawson-Station im Jahr 1954.